# Villa Poggio Torselli
 Villa Poggio Torselli si trova a San Casciano in Val di Pesa.

## Storia
La villa è già ricordata nel catasto del 1427 con l'attuale nome ed era allora di proprietà della famiglia Machiavelli. Nei secoli successivi la proprietà passò agli Angiolini, ai Corsini, ai Macalli ai Capponi;  nel XVIII secolo appartiene agli Orlandini del Beccuto ed infine agli Antinori.
Fu questa famiglia che nel 1702 incaricò l'architetto Lorenzo Merlini di trasformare il precedente fabbricato che, secondo Guido Carocci, era stato costruito dalla famiglia dei Da Casavecchia, nell'odierna struttura.
Nella sua storia l'edificio ospitò Papa Pio VII quando fu chiamato da Napoleone in Francia per la sua incoronazione. La villa è appartenuta alla famiglia Braccagni Maggiali fino al 1999 quando è stata comprata da Maurizio Zamparini, imprenditore ed ex presidente del Palermo calcio. 

## Descrizione
La villa consta di un ampio fabbricato rettangolare  con due ali che ospitano locali di servizio. Non è presente il cortile interno sostituito da un salone che occupa in altezza tutta la parte centrale del fabbricato. Un suggestivo viale di cipressi conduce al suo accesso, formando una prospettiva che si allarga poi a tutta l'elegante facciata in un ampio piazzale semicircolare. 

### Il giardino
Il giardino risalente probabilmente alla fine del XVII secolo è formato da un giardino all'italiana, diviso in due ripiani terrazzati a Sud e da una zona a parco all'inglese a Nord. Nella terrazza superiore del lato sud si è conservato parte della originaria disposizione con aiuole rifornite da un sistema di irrigazione a canaletta molto ingegnoso, tanto da essere uno dei meglio conservati della Toscana.
Alla metà dell'Ottocento, per seguire la moda del giardino all'inglese all'epoca imperante, fu trasformato secondo quello stile. Restaurato una prima volta nel 1925 con il ricambio delle siepi, è stato una seconda volta restaurato dall'attuale proprietà che ha ripristinato una vegetazione tipica dei giardini della fine del seicento. Alberi da frutto nani, rose antiche e erbe aromatiche fanno da cornice all'architettura del palazzo e alla cappella gentilizia barocca.
La collezione di agrumi in vaso, conservata nella stagione fredda in una splendida serra, è particolarmente rinomata.